# Thomas Hürlimann
Thomas Hürlimann (Zugo, 21 dicembre 1950) è uno scrittore svizzero.

## Vita
Thomas Hürlimann, figlio del futuro consigliere federale Hans Hürlimann, nacque a Zugo. Sua madre, Marie-Theres Duft, proviene dalla dinastia del Partito Popolare Democratico dei Duft di San Gallo. Dopo aver compiuto la scuola elementare a Zugo e aver lavorato durante un'estate da suo zio Johannes Duft nella biblioteca abbaziale di San Gallo, Hürlimann entrò nel collegio benedettino di Einsiedeln dove - secondo le sue stesse parole - superò “tempi aspri” come “piccolo monaco con i capelli rasati e con una tonaca lunga fino ai malleoli”. Dopo la maturità, studiò filosofia all'Università di Zurigo e alla Freie Universität di Berlino. Nel 1974 interruppe gli studi e si stabilì come scrittore di libera professione a Berlin-Kreuzberg. Questo fu a suo dire “il giorno più felice della sua vita”.
Attualmente vive a Wilerzell, presso Einsiedeln, e a Berlino. Dal 2000 è docente all'Istituto tedesco di letteratura a Lipsia.

## Opera artistica
Thomas Hürlimann esordì come autore con il racconto lungo Die Tessinerin (1981). Dal 1982 al 1985 fu assistente alla regia e direttore artistico al teatro Schiller di Berlino. Nel 1985 tornò in Svizzera. L'opera narrativa dello scrittore, che da sempre si occupa in modo approfondito della recente storia svizzera, comprende Das Gartenhaus, Der Gesandte (su Hans Frölicher ministro svizzero a Berlino durante la seconda guerra mondiale), Die Satellitenstadt, Das Holztheater, Der grosse Kater, Fräulein Stark e Vierzig Rosen. È autore di opere teatrali, drammi e commedie, tra cui Der Franzos im Ybrig (1991), Das Lied der Heimat (1998) e anche Das Einsiedler Welttheater (2000, edizione riveduta per la messinscena del 2007).
L'opera più considerata dalla critica è Fräulein Stark (2001). Johannes Duft, lo zio di Hürlimann, credendosi raffigurato nel romanzo a chiave, scrisse però un pamphlet contro il racconto di Hürlimann. Lo scrittore aveva già avuto controversie analoghe dopo la pubblicazione del suo romanzo Der grosse Kater, evidentemente basato sul padre Hans Hürlimann.

## Premi
Per la sua opera artistica Thomas Hürlimann ricevette numerosi premi e onorificenze. Tra l'altro fu insignito del Premio Joseph-Breitbach per Fräulein Stark, che è il premio più dotato d'area germanofona. Ottenne due volte il Premio Schiller della fondazione Schiller svizzera: nel 1990 e nel 2007 (per Vierzig Rosen). La novella Das Gartenhaus è stata tradotta in tredici lingue, il primo volume narrativo Die Tessinerin in sei. 
- 1981	Premio letterario „Aspekte“
- 1982 	Premio letterario Raurise
- 1990 	Premio della rassegna letteraria della radio tedesca del Südwest - Funk
- 1992 	Premio letterario di Berlino e premio Marieluise-Fleißer della città di Ingolstadt
- 1995 	Premio letterario di Weilheim
- 1997	Premio letterario Konrad-Adenauer-Stiftung
- 1998 	Premio letterario di Soletta
- 2001	Premio letterario Joseph Breitbach (insieme a Dieter Wellershoff e Ingo Schulze)
- 2003	Premio Jean-Paul (premio letterario bavarese)
- 2007	Premio Schiller della fondazione Schiller svizzera per Vierzig Rosen ; Premio della „LiteraTour Nord“
- 2007	Premio Stefan-Andres della città di Schweich per Vierzig Rosen e per l'opera completa
- 2008	Premio Caroline-Schlegel per il suo saggio Über die Treppe contenuto nel suo libro Der Sprung in den Papierkorb
- 2010	Premio Herbert Haag
- 2012	Premio Thomas Mann della città anseatica di Lubecca e dell'accademia bavarese di Belle Arti
- 2014	Premio Hugo Ball della città di Pirmasens
- 2014	Alemannischer Literaturpreis
- 2019 Gottfried-Keller-Preis

## Opere
- Großvater und Halbbruder. Francoforte al Meno 1980
- Die Tessinerin. Zurigo 1981 - (La ticinese, trad. di Giovanna Antolini, Lugano, Casagrande 1988, ISBN 88-7795-023-4)
- Stichtag; Großvater und Halbbruder. Francoforte al Meno 1984
- Der Ball. Zurigo 1986
- Das Gartenhaus. Zurigo 1989 - (Nel parco, trad. di Emilio Picco, Milano, Garzanti 1991, ISBN 88-1165-228-6)
- Der letzte Gast. Zurigo 1990
- Der Gesandte. Zurigo 1991
- Innerschweizer Trilogie. Zurigo 1991
- Die Satellitenstadt. Zurigo 1992
- Güdelmäntig. Einsiedeln 1993
- Unter diesen Sternen. Weilheim 1993
- Carleton. Zurigo 1996
- Der Franzos im Ybrig. Zurigo 1996
- Zwischen Fels und See. Monaco di Baviera 1996
- Das Holztheater. Zurigo 1997
- Der große Kater. Zurigo 1998
- Das Lied der Heimat. Francoforte al Meno 1998
- Das Einsiedler Welttheater. Zurigo 2000, 2007
- Fräulein Stark. Zurigo 2001 - (Signorina Stark, trad. di Emilio Picco, Milano, Marcos y Marcos 2002, ISBN 88-7168-338-2).
- Himmelsöhi, hilf!. Zurigo 2002
- Vierzig Rosen. Zurigo 2006
- Das Einsiedler Welttheater. Zurigo 2007
- Der Sprung in den Papierkorb. Geschichten, Gedanken und Notizen am Rand. Zurigo 2008
- Nietzsches Regenschirm. Zurigo 2015 - (L'ombrello di Nietzsche, trad. di Mariagiorgia Ulbar, Milano, Marcos y Marcos 2017, ISBN 978-88-7168-775-9).

## Curatele
Meinrad Inglin: Der schwarze Tanner und andere Erzählungen. Zurigo 1985